# صنایع گلف اند وسترن
صنایع گلف اند وسترن (انگلیسی: Gulf and Western Industries) شرکت خوشه‌ای آمریکایی است، که در سال ۱۹۳۴ تأسیس شد.